# مزارع النوباني
مزارع النوباني قرية فلسطينية، هي إحدى قرى بني زيد الشرقية التي تتبع إدارياً لمحافظة رام الله. تقع في الضفة الغربية إلى الشمال الغربي من مدينة رام الله، وتبعد عن مركزها 16 كم (26 كم بسبب إنحرافات الطرق)[1]. تقدر مساحتها بنحو 10600 دونم متري أكثرها مزروعة بشجر الزيتون الذي تشتهر به القرية. في عام 2013 بلغ عدد سكان مزارع النوباني 3600 نسمة، دون إحتساب المهاجرين والمغتربين.

## التاريخ الحديث والمعاصر

### العهد العثماني
تبعت عارورة إلى الإمبراطورية العثمانية في عام 1517 مع كل فلسطين. في عام 1596 ظهر لأول مرة اسم مزارع النوباني في سجلات الضرائب العثمانية تحت اسم مزرعة عباس، وكانت إدارياً تتبع ناحية القدس ضمن سنجق القدس، حيث دفعوا معدل ثابت للضريبة بنسبة 33,3٪ على المنتجات الزراعية المختلفة، مثل القمح، والشعير، والمحاصيل الصيفية، والزيتون، والماعز، وخلايا النحل. في عام 1838 زار الباحث الأمريكي إدوارد روبنسون القرية وذكر أنها قرية إسلامية ضمن منطقة بني زيد شمال القدس.
في أواخر العهد العثماني، في عام 1870، وصل عالم الآثار الفرنسي فيكتور جويرين إلى عارورة، وقدر أن عدد سكانها بين 600 نسمة. وجد ألبرت سوسين عام 1870، أن القرية بها قائمة قروية رسمية تشير لوجود 560 رجل في القرية في 163 منزل.
عام 1882، أجرى صندوق استكشاف فلسطين الغربية مسحاً للقرية ووصفها بأنها «قرية حجمها معتدل على أرض مرتفعة». عام 1896 قدر عدد سكان القرية بحوالي 1008 نسمة.

### الانتداب البريطاني
في عام 1917، وقعت مزارع النوباني بيد الجيش البريطاني، ودخلت القرية مع باقي فلسطين مظلة الانتداب البريطاني على فلسطين عام 1920 حتى وقوع النكبة عام 1948. أجرت سلطات الانتداب البريطاني تعدادا عاما للسكان عام 1922، وقد بلغ عدد السكان حوالي 611 نسمة. ثم ازداد عددهم حتى وصل إلى 864 نسمة يسكنون 684 بيت وجميعهم مسلمين في تعداد عام 1931. أما في تعداد عام 1945، فبلغ عدد السكان حوالي 1,090 نسمة وجميعهم مسلمون، وكانت مساحة الأرض نحو 9,631 دونمًا منها فقط 59 دونم منطقة سكنية.

### الحكم الأردني
في أوائل خمسينيات القرن العشرين أتبعت مزارع النوباني للحكم الأردني بين حربي 1948 و1967، وكان عدد سكانها آنذاك حوالي 1,358 نسمة عام 1961.

### النكسة
وقعت مزارع النوباني في يد الاحتلال بعد حرب النكسة.

### السلطة الفلسطينية
بعد تأسيس السلطة الفلسطينية، استلمت السلطة الوطنية الفلسطينية القرية ووضعتها تحت سيطرتها المدنية والأمنية. وألحقتها إداريًا بمحافظة رام الله والبيرة.

## الجغرافيا
مزارع النوباني هي إحدى قرى منطقة بني زيد الشرقية، حيث انها متلاحمة جغرافياً وديمغرافياً مع قرية عارورة التي تحدها من الجنوب، وتعتبر بني زيد الشرقية بمثابة تجمع لمجموعة من القرى المتجاورة ومنها مزارع النوباني وعارورة وعبوين[1]. يحد القرية من الشمال خربة قيس ثم سلفيت، كما تقع على حدود قرية فرخة، ومن جهة الشرق تحد مزارع النوباني قرية عمورية وجزء من عارورة، ومن الغرب يحدها قراوة بني زيد وكفر عين كما تلتقي على امتدادهما قرية دير السودان، ومن الجنوب تلتحم قرية عارورة سكانياً بها حيث كانت تشترك معها بمدرسة واحدة وعين ومركز صحي موجود في المنتصف تقريباً. ومزارع النوباني هي قرية تابعة لمحافظة رام الله في الضفة الغربية[2] حيث يتم الوصول إلى رام الله من القرية من خلال مجموعة من الطرق الرئيسية والفرعية التي تخترق عارورة ثم من حدود قرية ديرالسودان إلى ام صفا وبعد ذلك يتم النفاذ إلى شارع 465 الذي يحد مستوطنة عطيرت ويمتد شمالاً حتى الساحل الشمالي. يتم الانحراف بإتجاه الشرق وبعد السير لمسافة 4 كيلومترات يعترض الطريق حاجز عطارة وعندها يتم الانحراف باتجاه بيرزيت ومن بيرزيت إلى أبو قش ثم سردا ثم وسط مدينة رام الله، وتقدر المسافة الطريقية بين القرية ومدينة رام الله بنحو 25 كم، لكنها خطياً لا تتجاوز 16 كم.
تحتل قرية مزارع النوباني موقعاً مميزاً فهي تطل على مجموعة من الجبال والهضاب المستغلة في الزراعة ويمكن مشاهدة العديد من ابنية القرى المجاورة مثل فرخة وقراوة وكفر عين، خربة قيس واطراف سلفيت بالنسبة للشخص المتواجد في البلدة، كما يخترق جبال القرية واد ينشط في الشتاء.
يتراوح مدى ارتفاع القرية عن سطح البحر 400-600 متر، ومناخها حار يميل إلى الاعتدال خلال الصيف، وبارد شتاءاً، حيث تشهد القرية تساقطاً للثلوج في بعض أيام الشتاء، وخلال الربيع تزهر اراضي القرية وتتزين بالحنون وتكتسي خضاراً. المناخ في القرية ليس متقلباً بشكل عام لكنه كمناخ قروي قد يختلف نهاراً وليلاً.
وتمتاز القرية ايضاً بان نسبة من اراضيها خصبة وصالحة لزراعة الفواكه التي تحتاج إلى سقاية مثل الحمضيات والتفاح والرمان، وخاصة الأراضي المحيطة باليانيع والعيون، فالقرية تحتل مكانة رفيعة بما يخص وفرة المياه النقية الطبيعية فيها. وكان يتفجر من جبال القرية ما يزيد عن 50 نبعاً وعين، الكثير منها قد جف وانتهى الا ان اشهرها حالياً عين الليمون التي لطالما كانت نقطة تعبئة يصل لها السكان من اواسط واطراف القرية من اجل تعبئة ما يكفي لحاجتهم للشرب والطبخ والاستحمام وغير ذلك. ومن عيونها ايضاً عين الصعبة وعين نافع. والينبوع وغير ذلك الكثير.. [3]

## السكان
بلغ عدد سكانها عام 1968 حوالي 1114 نسمة وفي عام 1978 بلغ 1600 نسمه وفي عام 1988 بلغ 2550 نسمه وفي عام 1996 بلغ 3700 نسمه وفي عام 2010 بلغ 5000 نسمة
وقد هاجر الكثير من أبناء القرية بعد حرب عام 1967 إلى الأردن ودول الخليج العربي وأصبح عدد أهالي القرية في الخارج اضعاف من تبقوا فيها.
تضم القرية العديد من العائلات العريقة ومنها ال فقيس اذ يقال ان فقيس هو أول من سكن القرية ال نوباني ال داغر ال زبن ال مصفر ال ذياب والقاق وضمرة والشلبي وتشكل جميعها
وحدة واحدة منذ القدم وقدت خرجت هذه العائلات العديد من الشخصيات البارزة التي خدمت البلدة والمجتمع ككل.

## البنية التحتية

### الحكم المحلي
تشترك القرية مع عارورة بمجلس بلدي «بني زيد» وترَأسَهُ السيد عبد الرحمن محمدالنوباني وهو رجل الأصلاح العشائري بالضفة الغربية والذي يعتبر أحد أهم رجال القرية وتتناوب على رئاسته القريتين كل 4 سنوات وتترأسُهُ حاليا قرية عارورة.

### المياه
يعرف أهل القرية 99 نبع ماء من صغير وكبير في أراضيها الجبلية، جفت الكثير من هذه الينابيع باستثناء الغزيرة منها. وهي: عين الليمون، عين الصعبة، العين التحتا، عين عادي، الخانق، الينبوع، عين الحاج ياسين، عين عارورة وعين الدرويش. وتُزودها بالمياه شبكة حديثة تابعة لمصلحة مياه رام الله.

### الكهرباء
تُزوَد بالطاقة عن طريق شركة كهرباء محافظة القدس.

## التعليم
في القرية ثلاث مدارس إبتدائية وثانوية، وروضة أطفال.

## الصحة
يوجد القرية عيادات مختلفة كالطب العام والأسنان، وأطباء متخصصين.

## الرياضة
تضم القرية «نادي مزارع النوباني» وهو نادي رياضي ثقافي اجتماعي يشارك في الدوريات المحلية، وحديثا تم افتتاح مقر جديد للنادي يحتوي على مبنى وملعب عشب صناعي «ملعب المرحوم حسن الزبن».

## الآثار
مزارع النوباني هي قرية قديمة ذات تاريخ وقد سكنها البشر منذ مئات السنين، ومع ان البيوت التي سكنها أهل القرية الاوائل قد هدمت ولم يبقى لها اثر نتيجة للعوامل الطبيعية أو الحروب، الا ان القرية لا زالت تضم مباني شامخة عمر بعضها قد يزيد عن 300 عام[4] وهي تحديداً وحسب احصائية 96 مبنى ما بين المباني السكنية وغير ذلك.
يوجد بالقرية أماكن اثرية تعود للعصر الروماني والبيزنطي والفينيقي والإسلامي. بها مواقع اثرية لمدن من العصور المذكورة وبعض هذه الاثار ما زال ماثلا للعيان. بها سجن ودير من العصر الروماني، كما تنتشر معاصر وابار الزيت والمقابر الأثرية. كما يوجد بالقرية مسجد مصنف في دائرة الوقف من العصر العمري، وبها خلوة صوفية قديمة توفي اخر متصوفيها في ثمانينات القرن الماضي. وكانت تسمى قديما كرسي بني زيد لمكانتها بين القرى. بها بناية تسمى الساحة وهي مبنى حجري قديم له قبة كبيرة غير محمولة على أعمدة في تصميم فريد يعود إلى العام 1700 تقريبا حيث فترة حروب «قيس ويمن» التي اجتاحت الشام في ذلك الوقت. تم ترميم المبنى حديثا ليصبح نادي ثقافي شبابي.

## المساجد

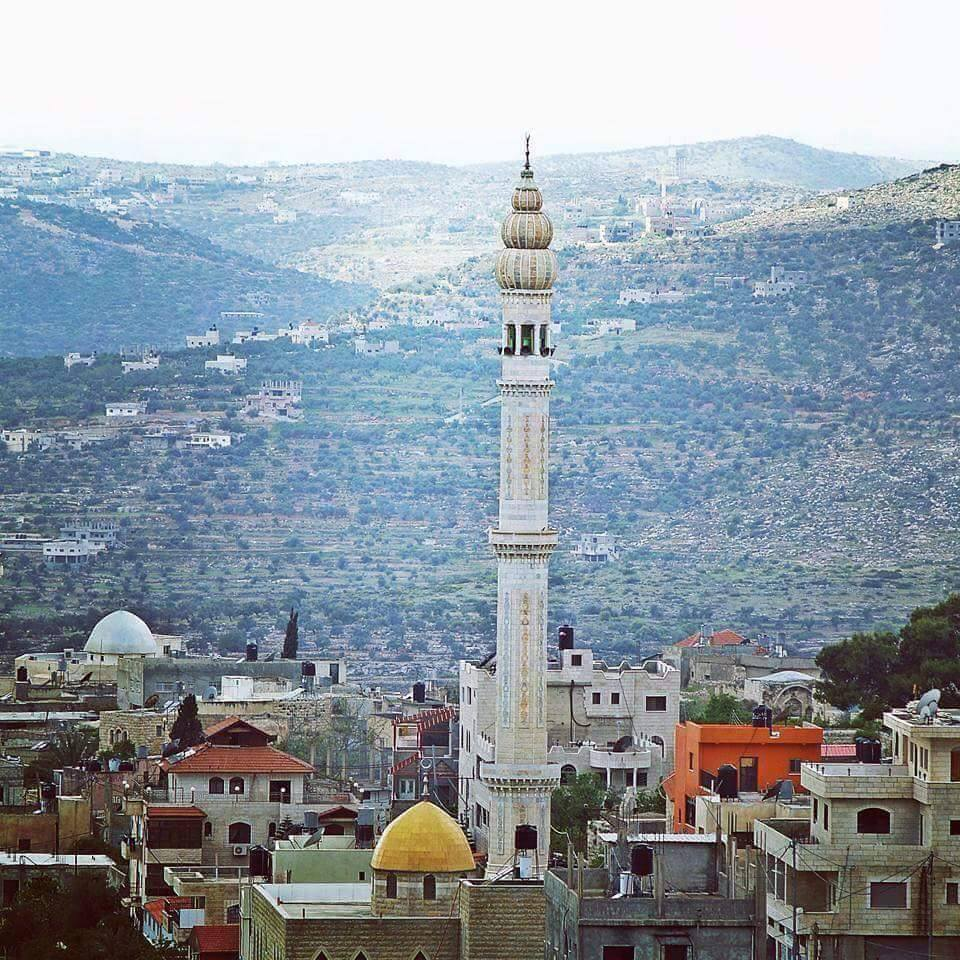
القرية والجامع الشرقي

في القرية مسجدين أحدهما مصنف للعهد العمري، الحقت به قديما مدرسة من غرفتين إلى أن تم توسيعه حديثا ليشمل ثلاثة أدوار ومكتبة ودار قرأن. والأخر مسجد عمر بن الخطاب «المسجد الشرقي» والذي بني عام 2009 بتبرع من بعض اهالي الخير من أبناء ومغتربي القرية.

## الاقتصاد

### الزراعة
تشتهر القرية بأشجارالزيتون الذي يعود بعضه للعهد الروماني، حيث يذكر ان هناك منطقة مزروع بها اشجار زيتون في القرية تعرف عند أهل القرية بأسم «بقيع العروس» يوجد بها اشجار زيتون يعود تاريخ زراعتها إلى ما يقارب 2500 سنة وبالتالي تكون أكبر الاشجار المعمرة في الضفة الغربية. بالإضافة إلى زراعة اللوزيات والعنب والتين.